# Ponana integra
Ponana integra är en insektsart som beskrevs av Delong 1942. Ponana integra ingår i släktet Ponana och familjen dvärgstritar. Inga underarter finns listade i Catalogue of Life.